# Lauda Air
Lauda Air er et østrigsk flyselskab med base i Wiens Internationale Lufthavn. Flyselskabet er siden 2000 en del af Star Alliance og siden 2002 en del af Austrian Airlines, og navnet Lauda Air anvendes nu primært på lavprissegmentet indenfor ferie- og charterflyvninger indenfor Austrian Airlines Group.

## Historie
Lauda Air blev etableret i 1972 af formel 1-racerkører Niki Lauda. Selskabet begyndte koncessionsflyvninger med to Fokker F-27, men i 1980'erne anskaffede Lauda Air større fly, og med anskaffelsen af et Boeing 767-300ER begyndte flyselskabet flyvninger til Bangkok, Hongkong og Sydney.
I 1992 indgik Lauda Air samarbejde med tyske Lufthansa og begyndte regelmæssige linjeflyvninger til Miami i USA fra München og fra 1993 befløj selskabet ligeledes Los Angeles fire gange ugentligt. Lauda Air etablere samme år hub i Milano, hvorfra det fløj til Caribien.
I 1994 udvidede Lauda Air flyflåden med flere Bombardier Canadair Regional Jets og begyndte flyvninger til Barcelona, Madrid, Bruxelles, Geneve, Manchester og Stockholm.
Lauda Air begyndte i 1996 et samarbejde med Austrian Airlines og året efter købte Austrian Airlines en tredjedel af Lauda Air. Austrian Airlines fik dominerende indflydelse på selskabet, da Niki Lauda i 2000 forlod selskabets ledelse, og Austrian Airlines opnåede nu 88 % af ejerskabet. I 2001 udvidedes flyfrekvensen til Australien til fem ugentlige flyvninger.
Austrian Airlines overtog helt Lauda Air i 2002 og reddede dermed selskabet fra konkurs. Niki Lauda købte til gengæld kort tid efter det østrigske datterselskab til det konkursramte tyske Aero Lloyd, hvoraf han i 2003 grundlagde flyselskabet Niki.
I 2004 indgik Lauda Air i Austrian Airlines rutenet, og Lauda anvendes som selvstændigt navn nu primært i lavprissegmentet indenfor ferie- og charterflyvninger. 

## Ulykker
Den 26. maj 1991 skete en katastrofal ulykke med Lauda Air flight 004 – et Boeing 767 med navnet "W.A. Mozart". Da flyet lettede fra Bangkok gamle lufthavn Don Mueang mod Wien gik den ene af flyets motorer på grund af en teknisk fejl i reverse og flyet styrtede til jorden fra en højde af 1.200 meter. Ulykken kostede alle 223 passagerer og 10 besætningsmedlemmer livet.